# Condado de Belknap
O Condado de Belknap é um dos 10 condados do estado norte-americano de Nova Hampshire. A sede do condado é Laconia, que é também a sua maior cidade.
O condado tem uma área de 1 215 km², dos quais 174 km² estão cobertos por água, principalmente pelo Lago Winnipesaukee, uma população de 56 325 habitantes, e uma densidade populacional de 31 hab/km² (segundo o censo nacional de 2000).
O condado foi fundado em 1840 e o seu nome é uma homenagem a Jeremy Belknap (1744-1798), clérigo e historiador, autor de uma "História de Nova Hampshire", publicada em três volumes entre 1784 e 1792.

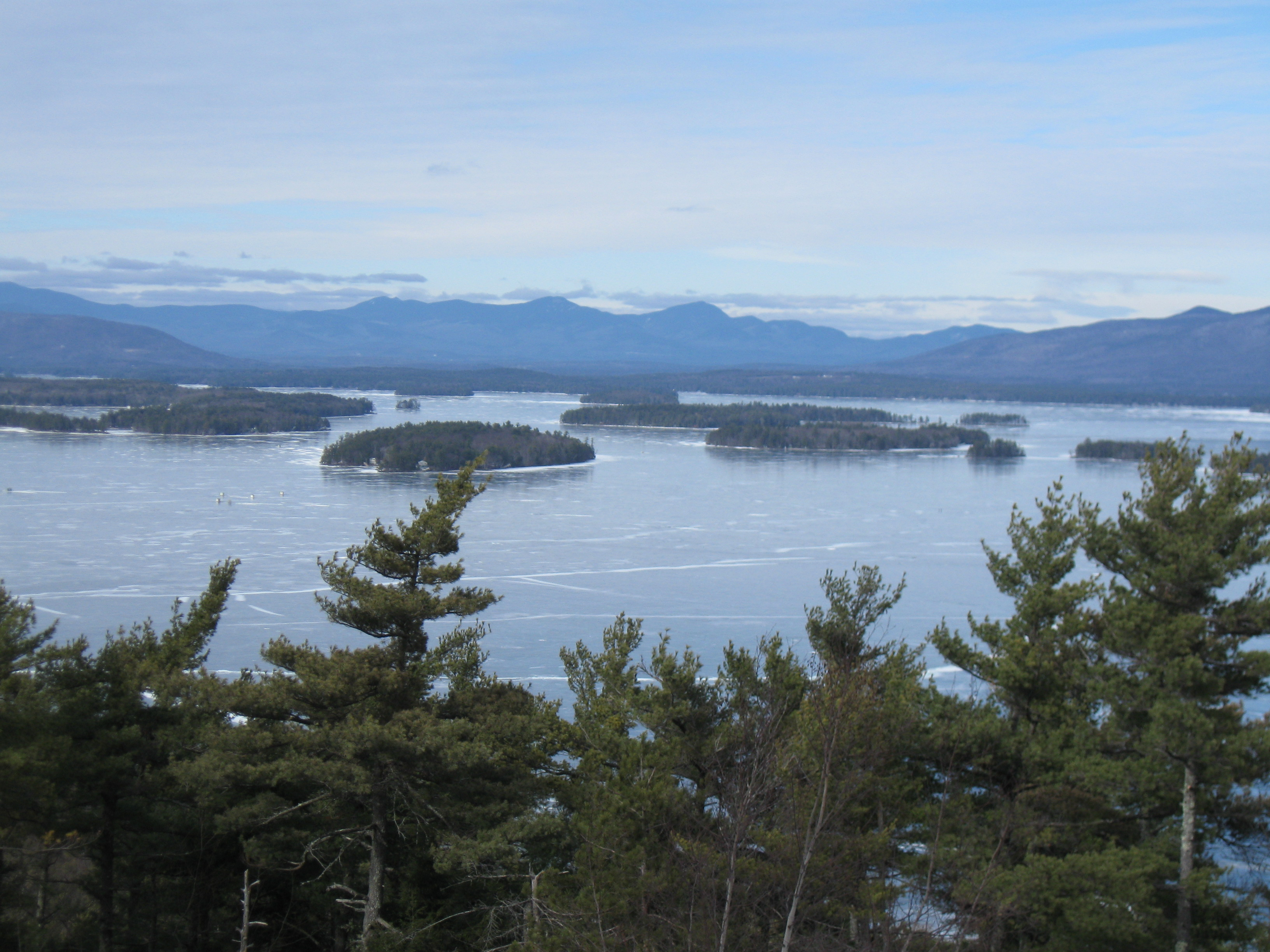
O Lago Winnipesaukee, no condado de Belknap, Nova Hampshire